# IC 4663
IC 4663 ist ein Planetarischer Nebel im Sternbild Skorpion. Spektrallinien ionisierten Wasserstoffs und Stickstoffs zeigen, dass im Zentrum des Nebels ein Wolf-Rayet-Stern liegt, der mit einer Temperatur von 140.000 Kelvin und der 4.000-fachen Leuchtkraft der Sonne strahlt.